# Echinovelleda antiquua
Echinovelleda antiquua är en skalbaggsart som beskrevs av J. Linsley Gressitt 1951. Echinovelleda antiquua ingår i släktet Echinovelleda och familjen långhorningar. Inga underarter finns listade i Catalogue of Life.